# Christian Community Bible

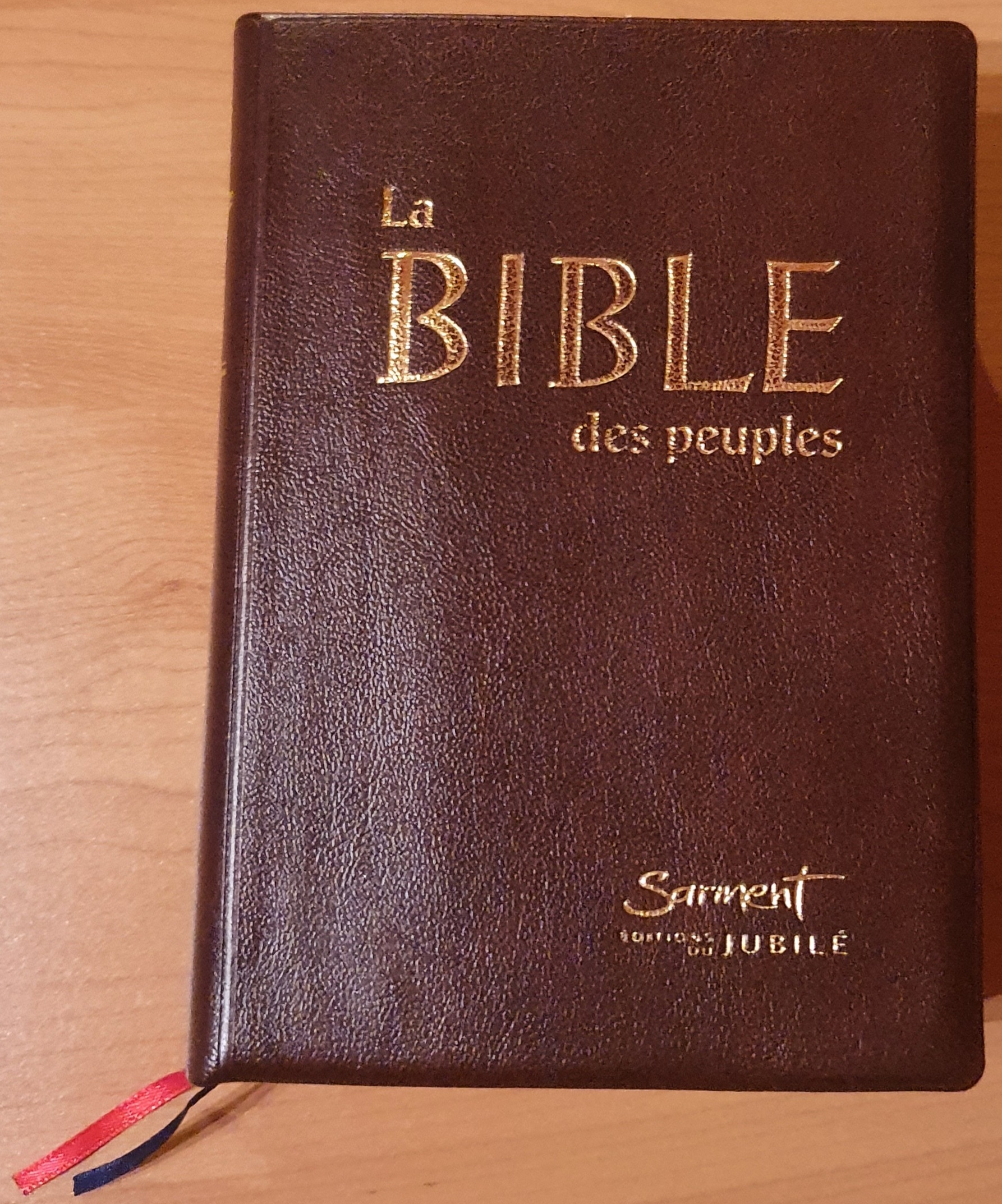
La Bible des Peuples, actuelle édition française de la Bible des Communautés chrétiennes, édition de poche

La Christian Community Bible est une traduction de la Bible en langue anglaise à l'origine conçue et publiée aux Philippines. Cette traduction a été adaptée en une dizaine de langues dont le français sous le nom de La Bible des Communautés chrétiennes puis de La Bible des Peuples.
Ce travail fait partie d'une famille de traductions bibliques en plusieurs langues, destinées à être plus accessibles  au commun des lecteurs, en particulier aux personnes des milieux populaires plus ou moins défavorisées. Les principales caractéristiques de ces traductions sont l'utilisation de la langue orale du quotidien, et l'inclusion de commentaires détaillés visant à aider ses lecteurs à comprendre le sens des textes bibliques.

## Version anglaise

### Histoire
Les travaux de traduction de la Christian Community Bible ont commencé en 1986, lorsque Alberto Rossa, un missionnaire clarétain des Philippines, a observé la nécessité d'une version anglaise de la Bible. Avec l'aide du prêtre français Bernard Hurault, la traduction fut terminée en 18 mois. L'ouvrage a été publié en 1988.

### Caractéristiques
Les éditeurs de la Christian Community Bible ont légèrement réorganisé les livres de la Bible par rapport au canon catholique traditionnel. Tandis que concernant le Nouveau Testament, les livres sont agencés dans le même ordre que dans les autres bibles, ce n'est pas le cas pour l'Ancien Testament (la Bible hébraïque et les livres deutérocanoniques). Dans l'introduction de la dix-septième édition en anglais, on peut lire: « Ici, nous avons conservé, dans les grandes lignes, la distribution des livres selon les trois catégories présentes dans la Bible hébraïque ». Le résultat est que la version de la Christian Community Bible est un mélange entre la Bible juive et chrétienne (ici représentée par la Bible Douay-Rheims). La Bible du roi Jacques est également inscrite à des fins de comparaison :
| Tanakh (Bible juive)               | Christian Community Bible | Bible Douay-Rheims     | Bible du roi Jacques   |
| ---------------------------------- | ------------------------- | ---------------------- | ---------------------- |
| Torah ou Pentateuque               |                           |                        |                        |
| Genèse                             | Genèse                    | Genèse                 | Genèse                 |
| Exode                              | Exode                     | Exode                  | Exode                  |
| Lévitique                          | Lévitique                 | Lévitique              | Lévitique              |
| Nombres                            | Nombres                   | Nombres                | Nombres                |
| Deutéronome                        | Deutéronome               | Deutéronome            | Deutéronome            |
| Nevi'im ou Prophètes               | Livres historiques        | Livres historiques     | Livres historiques     |
| Josué                              | Josué                     | Josué                  | Josué                  |
| Juges                              | Juges                     | Juges                  | Juges                  |
| ci-dessous                         | ci-dessous                | Ruth                   | Ruth                   |
| Samuel                             | 1 Samuel                  | 1 Samuel               | 1 Samuel               |
| Samuel                             | 2 Samuel                  | 2 Samuel               | 1 Samuel               |
| Rois                               | 1 Rois                    | 1 Rois                 | 1 Rois                 |
| Rois                               | 2 Rois                    | 2 Rois                 | 2 Rois                 |
| Chroniques ci-dessous              | 1 Chroniques              | 1 Paralipomènes        | 1 Chroniques           |
| Chroniques ci-dessous              | 2 Chroniques              | 2 Paralipomènes        | 2 Chroniques           |
| Esdras (inclut Néhémie) ci-dessous | Esdras                    | 1 Esdras               | Esdras                 |
| Esdras (inclut Néhémie) ci-dessous | Néhémie                   | 2 Esdras (Néhémie)     | Néhémie                |
| ci-dessous                         | Tobie                     |                        |                        |
| ci-dessous                         | Judith                    |                        |                        |
| ci-dessous                         | ci-dessous                | Esther                 | Esther                 |
| 1 Maccabées                        | 1 Maccabées               |                        |                        |
| 2 Maccabées                        | 2 Maccabées               |                        |                        |
|                                    |                           | Écrits sapientiaux     |                        |
| ci-dessous                         | ci-dessous                | Job                    | Job                    |
| ci-dessous                         | ci-dessous                | Psaumes                | Psaumes                |
| ci-dessous                         | ci-dessous                | Proverbes              | Proverbes              |
| ci-dessous                         | ci-dessous                | Ecclésiaste            | Ecclésiaste            |
| ci-dessous                         | ci-dessous                | Cantique des Cantiques | Cantique des Cantiques |
| ci-dessous                         | Sagesse                   |                        |                        |
| ci-dessous                         | Ecclésiaste               |                        |                        |
|                                    | Grands prophètes          |                        |                        |
| Isaïe                              | Isaïe                     | Isaïe                  | Isaïe                  |
| Jérémie                            | Jérémie                   | Jérémie                | Jérémie                |
| ci-dessous                         | ci-dessous                | Lamentations           | Lamentations           |
| ci-dessous                         | Baruch                    |                        |                        |
| Ézéchiel                           | Ézéchiel                  | Ézéchiel               | Ézéchiel               |
| ci-dessous                         | ci-dessous                | Daniel                 | Daniel                 |
|                                    | Petits prophètes          |                        |                        |
| Les douze prophètes                | Osée                      | Osée                   | Osée                   |
| Les douze prophètes                | Joël                      | Joël                   | Joël                   |
| Les douze prophètes                | Amos                      | Amos                   | Amos                   |
| Les douze prophètes                | Abdias                    | Abdias                 | Abdias                 |
| Les douze prophètes                | Jonas                     | Jonas                  | Jonas                  |
| Les douze prophètes                | Michée                    | Michée                 | Michée                 |
| Les douze prophètes                | Nahum                     | Nahum                  | Nahum                  |
| Les douze prophètes                | Habacuc                   | Habacuc                | Habacuc                |
| Les douze prophètes                | Sophonie                  | Sophonie               | Sophonie               |
| Les douze prophètes                | Aggée                     | Aggée                  | Aggée                  |
| Les douze prophètes                | Zacharie                  | Zacharie               | Zacharie               |
| Les douze prophètes                | Malachie                  | Malachie               | Malachie               |
| ci-dessous                         | Daniel                    | ci-dessous             | ci-dessous             |
| Ketouvim ou Autres Écrits          |                           |                        |                        |
| Psaumes                            | ci-dessous                | ci-dessus              | ci-dessus              |
| Proverbes                          | ci-dessous                | ci-dessus              | ci-dessus              |
| Job                                | Job                       | ci-dessus              | ci-dessus              |
| ci-dessus                          | Proverbes                 | ci-dessus              | ci-dessus              |
| ci-dessous                         | Ecclésiaste               | ci-dessus              | ci-dessus              |
| Cantique des Cantiques             | Cantique des Cantiques    | ci-dessus              | ci-dessus              |
| Ruth                               | Ruth                      | ci-dessus              | ci-dessus              |
| Lamentations                       | Lamentations              | ci-dessus              | ci-dessus              |
| Ecclésiaste                        | ci-dessus                 | ci-dessus              | ci-dessus              |
| Esther                             | Esther                    | ci-dessus              | ci-dessus              |
|                                    | Tobie                     | ci-dessus              | absent                 |
| Judith                             |                           | ci-dessus              | absent                 |
| Baruch                             |                           | ci-dessus              | absent                 |
| Livre de la Sagesse                |                           | ci-dessus              | absent                 |
| Sirach                             |                           | ci-dessus              | absent                 |
| ci-dessus                          | Psaumes                   | ci-dessus              | ci-dessus              |
| Daniel                             | ci-dessus                 | ci-dessus              | ci-dessus              |
| Esdras (inclut Néhémie)            | ci-dessus                 | ci-dessus              | ci-dessus              |
| Chroniques                         | ci-dessus                 | ci-dessus              | ci-dessus              |

## Version française
La Bible des Peuples est une version traduite par Bernard et Louis Hurault et publié en 1998. La version était considérée en 2006 comme controversée par certains membres de  la communauté juive, en raison de l'usage de la théorie de la substitution dans ses notes.
Une précédente version en langue française, nommée La Bible des Communautés chrétiennes, a été traduite par Bernard et Louis Hurault et publié en 1994. L'imprimatur de cette version fut abrogée en 1995 à cause d'accusations d'antisémitisme dans les commentaires de ladite Bible,.

## Versions dans d'autres langues
Il existe des versions de la Bible des Communautés chrétiennes en 10 langues : Indonésien, Chinois (mùlíng shèngjīng), Cebuano (Biblia sa Kristohanong Katilingban), chavacano, en français (La Bible des Communautés chrétiennes puis La Bible des Peuples), Ilonggo (Biblia Chanté Katilingban Chanté Mga Kristiano), coréen, Quechuan, espagnol (Biblia Latinoaméricana) et le Tagalog (Biblia ng Sambayanang Pilipino).

### Chinois
La Bible Pastorale (en) a été publiée en 1999 en chinois traditionnel (par la suite également disponible en chinois simplifié). Depuis sa publication, cette traduction a été au centre d'une controverse concernant le processus de traduction, et le contenu de ses commentaires. En raison des critiques, certains considèrent cette traduction comme une mauvaise traduction, impropre pour les laïcs, et qui nécessiterait une culture théologique importante. En même temps, en dépit de ces critiques, certains[Qui ?] recommandent cette traduction à destination des laïcs.

### Espagnol
La Biblia Latinoamérica (littéralement « Bible Amérique latine ») fut commencée en 1960 par Bernard Hurault au Chili et publiée en 1972. Hurault considèrat qu'une Bible pouvant être comprise par le plus grand nombre était nécessaire, et que cette Bible devait inclure des commentaires pour aider ses lecteurs à comprendre le texte. Il a commencé la traduction de l'hébreu et du grec vers l'espagnol, en intégrant ses propres homélies et commentaires, ainsi que les questions émanant de  sa propre congrégation. Cette version a reçu des un accueil mitigé en raison de ses notes et introductions, considérées par ses détracteurs, comme étant un soutien aux enseignements de la théologie de la libération.